# 세피안-세남노이 수력발전소
세피안-세남노이 수력발전소(Xe Pian-Xe Namnoy hydroplant)는 라오스 남부의 메콩강 지류에 건설 중인 유역변경식 수력발전소이다. 2019년 상업운전을 개시할 예정이었다. 세피안 댐, 세남노이 댐, 후웨이막찬 댐 등 본댐 3개와, 보조댐 5개로 구성되어 있다.

## 역사
2012년 10월 19일 SK건설과 한국서부발전이 공동으로 라오스 정부와 세남노이(Xe-Namnoy) 수력발전소 개발에 관한 사업양허계약을 체결하였다. 2010년 태국전력공사와 체결된 MOU에 따라 이 발전소에서 생산된 전기는 대부분 태국으로 수출되며, 발전소의 운영권은 준공 이후 27년간 한국서부발전에서 보유한다. 댐 공사는 2013년 착공하여 2017년 3월 18일 도수터널이 준공되었으며, 동년 3월 31일 세 개의 본댐 가운데 세남노이 댐의 공사를 끝내고 담수에 돌입하는 기념 행사를 열었다.
2018년 7월 23일 흙을 채워 만든 보조댐 중 하나가 붕괴하여 최소 칠십 명의 사망자와 천여 명의 이재민이 발생하는 사고가 일어났다.

## 같이 보기
- 2018년 라오스 댐 붕괴 사고